# Van Caubergh
Van Caubergh is een Belgische notabele en adellijke familie.

## Genealogie
- Chrétien-Servais van Caubergh (1744-1803), x Guillemine Roijen (1746-1803)
  - Henri van Caubergh (°1774), x Marie-Agnès Frissen (°1779)
    - Chrétien van Caubergh (zie hierna)

  - Jean-Gilles van Caubergh (1782-1812), x Jeanne Meers (°1783)
    - Pierre-Hubert van Caubergh (1812-1868), x Justine van der Meeren (1811-1902)
      - Alfred-Philippe van Caubergh (1848-1911), x Adèle Massart (1862-1937)
        - Alfred van Caubergh (zie hierna)

## Chrétien van Caubergh
Chrétien-Othon van Caubergh (Maastricht, 7 maart 1804 - Schaarbeek, 4 juli 1866) was provinciaal griffier voor de provincie Limburg. Hij trouwde in 1840 met Mélanie de Preud'homme d'Hailly de Nieuport (1821-1888). Ze hadden een enige dochter, die als kind overleed.
In 1841 werd Chrétien van Caubergh opgenomen in de Belgische erfelijke adel.

## Alfred van Caubergh
- Alfred François Juste Marie Joseph Hubert van Caubergh (Namen, 9 januari 1891 - Elsene, 14 april 1972) was luitenant-generaal, vleugeladjudant van de koning en bestuurder van de vennootschap IPPA. In 1931 werd hij opgenomen in de Belgische adel en in 1934 verkreeg hij de titel baron, overdraagbaar bij eerstgeboorte. Hij trouwde in 1921 in Fribourg (Zwitserland) met Marcelle Meyer (1891-1942). Uit dit huwelijk sproten zes kinderen. Hij hertrouwde in 1943 in Elsene met Gabrielle Slingeneyer de Goeswin (1903-1953). Hij trouwde een derde maal in 1956 in Vorst met Cecile Bonamis (1908-1991).
  - Philippe van Caubergh (1921-2007), kolonel, vleugeladjudant en secretaris van koning Leopold III en van prinses Lilian, trouwde met Christiane Schmidt (° 1925), met afstammelingen tot heden.
  - Pierre van Caubergh (1922-1978), trouwde met Francine Baelde (1925-1996), met afstammelingen tot heden.